# Prats-de-Mollo-la-Preste
Prats-de-Mollo-la-Preste település Franciaországban, Pyrénées-Orientales megyében. Lakosainak száma 1114 fő (2022. január 1.). Prats-de-Mollo-la-Preste Setcases, Camprodon, Molló, Lamanère, Mantet, Py, Casteil, Le Tech és Serralongue községekkel határos.

## Népesség
A település népességének változása:
| Lakosok száma | 1075 | 1127 | 1173 | 1163 | 1164 | 1175 | 1155 | 1134 | 1114 |
|               | 2013 | 2015 | 2016 | 2017 | 2018 | 2019 | 2020 | 2021 | 2022 |